# Filippo Turati
Filippo Turati, född 26 november 1857 i Canzo, provinsen Como, död 29 mars 1932 i Paris, var en italiensk socialistisk politiker.
Turati studerade juridik och avlade examen i Bologna 1877 och började strax därefter att ägna sig åt politiken. I egenskap av ledamot av Milanos provinsråd och, under många år, av italienska parlamentet gjorde han sig känd som en av de mest inflytelserika föregångsmännen inom Italienska socialistpartiet. Turati tillhörde partiets moderata, reformistiska falang. Han utgav 1891–1903 tidskriften Critica sociale.